# Lu Wenfu
Pour les articles homonymes, voir Lu.
Dans ce nom chinois, le nom de famille, Lu, précède le nom personnel.
 (juin 2024).
Lu Wenfu (陆文夫 lù wénfū) (Né le 23 mars 1928 à Taixing 泰兴 tàixīng, décédé le 9 juillet 2005 à Suzhou 苏州 sūzhōu) est un écrivain chinois contemporain, initiateur de la « littérature des ruelles », grâce aux premières nouvelles qu'il a publiées.
Auteur de nombreuses nouvelles et textes en prose, c'est aussi un gastronome connu. Auteur en particulier de la nouvelle Le Gastronome et des romans Vie et passion d'un gastronome chinois et Nid d'hommes. Editeur et rédacteur en chef de la Revue de Suzhou (苏州杂志 sūzhōu zázhì).
Gastronome émérite, il a contribué à fonder un restaurant de spécialités de Suzhou, le « Vieux Suzhou » (老苏州 lǎosūzhōu), et est même l'inventeur d'une recette d'une soupe de poulet servie dans une pastèque.

## Œuvres
- Le puits, Piquier (1991)
- Vie et passion d'un gastronome chinois, Piquier (1998)
- Nid d'hommes, Éditions du Seuil (2002,  (ISBN 2-02-039617-3))